# Операція «Ернест Вілл»
Операція «Ернест Вілл» (англ. Operation Earnest Will) — військова операція збройних сил США, що проводилася під час Ірано-іракської війни у Перській затоці з метою захисту кувейтських транспортних танкерних перевезень від нападів іранських військово-морських сил. Операція становила найбільшу з часів Другої світової війни операцію з проведення транспортних конвоїв.
Ключову роль у виконанні завдань операції виконували американські бойові кораблі Центрального Командування ВМС США за підтримки літаків спостереження AWACS та підрозділів сил спеціальних операцій США. Військові кораблі 7-го американського флоту підрозділялися на бойові групи лінійних кораблів, авіаносні бойові групи та групи надводних сил реагування; також до операції залучалися кораблі 3-го та 7-го флотів Тихоокеанського регіону й 6-го флоту, що базується на Середземномор'ї. Бойові групи навперемінки чергували по шість місяців у зоні Перської затоки, упроваджуючи захист морських комунікацій, а також повітряного простору в районі ведення операції. Командування ССО США вперше застосовувало свої бойові компоненти, а саме SEAL, бойові катери ССО і 160-й авіаційний полк «Нічних сталкерів»

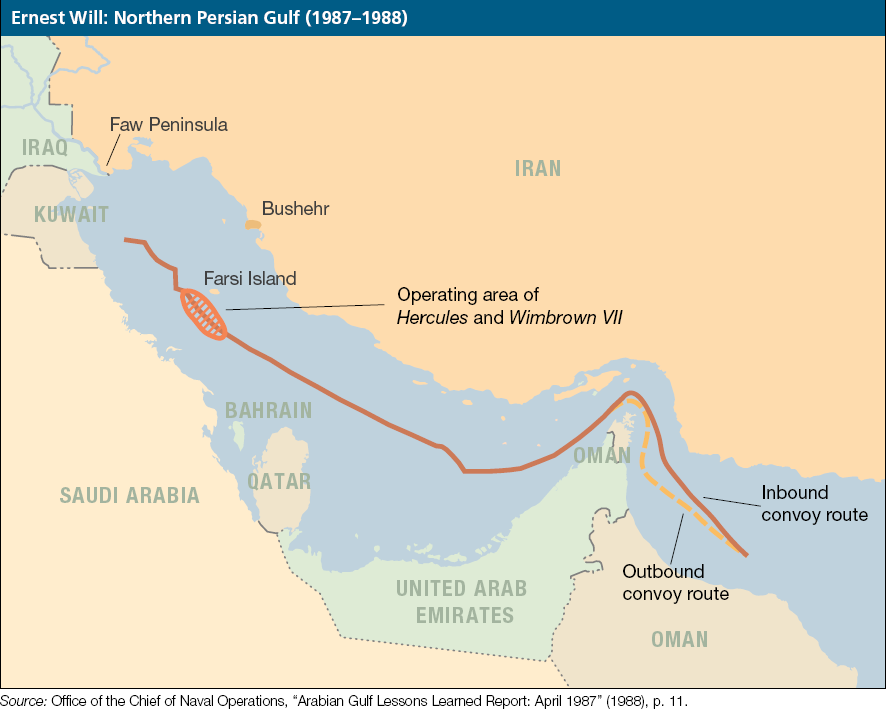
Карта регіону проведення операції «Ернест Вілл»

## Зміст
У грудні 1986 кувейтський уряд звернувся до адміністрації американського Президента Р.Рейгана з проханням надати військову допомогу силами американських ВМС у захисті кувейтських танкерів проти нападів іранських військовиків у зоні Перської затоки. У відповідності до чинного законодавства Сполучених Штатів використання нею у мирний час власних військово-морських сил для ескорту цивільного судноплавства, що здійснюється під чужими прапорами, заборонене, тому американці та кувейтці знайшли вихід — танкери Кувейту тимчасово перереєстрували на ім'я американських компаній і вони ходили під американським прапором, що відповідно надавало ним право перебувати під захистом бойових кораблів ВМС.
Тим часом, ситуація у Перській затоці перебувала у надзвичайно напруженому стані. Ще до початку операції «Ернест Вілл», 17 травня 1987 іракський F-1 «Міраж» пуском двох протикорабельних ракет «Екзосет» завдав серйозних збитків американському фрегату КРЗ «Старк», вбивши при цьому 37 американських матросів та ще 21 поранивши. Іракська влада наполягала на тому, що інцидент стався випадково внаслідок помилки.
З початком операції «Ернест Вілл» американці розпочали передислокацію своїх кораблів у зону Перської затоки. Першими прибули крейсер КРЗ «Фокс», есмінець «Кідд» і фрегат КРЗ «Кроммелін», які відразу розпочали провадити ескорт кувейтських нафтових танкерів. Вже 24 липня 1987, кувейтське судно «Ель-Рекка», що плавало під американським прапором, як «Бріджтон», напоролося на іранську міну й зазнало певних уражень. «Бріджтон» своїм ходом дійшов до Кувейту в супроводі американських бойових кораблів.
Протягом наступних 14 місяців, значна кількість американського флоту брала участь в операції.
Операція «Ернест Вілл» проводилася одночасно з операцією «Прайм Ченс», таємною спробою американців протистояти іранським спробам атакувати мирні судна в Перській затоці.
Попри забезпеченню американськими бойовими кораблями захисту танкерам, військово-морські сили Ірану продовжували активні дії з встановлення морських мін на транспортних комунікаціях, а також проведення рейдових нападів на судна Кувейту, який на той час був союзником Іраку у війні, при проходженні ними затоки з використанням спеціальних швидкісних човнів.
Для протистояння такого роду атакам, американське командування у серпні 1987 розгорнуло у цьому регіоні групу сил спеціальних операцій ВМС, котра мала у своєму складі два взводи морських котиків на шести патрульних катерах Mark III. З метою забезпечення бойової роботи компоненту ССО з двох нафтових барж «Геркулес» та «Вімбраун VII» були створені мобільні морські бази, що дислокувалися у північній частині Перської затоки, неподалік від іранського морського кордону.
21 вересня 1987 року малі вертольоти 160-го вертолітного полку AH-6 та MH-6 «Літтл Берд» злетіли з борту фрегата «Джаретт» для відстежування іранського спеціалізованого десантного судна «Іран Аджр». Коли судно погасило бортові вогні та розпочало встановлювати мінне поле в міжнародних водах, американські гелікоптери атакували його. Після того, як іранський екіпаж втік з судна, оператори ССО висадилися на його борту й знайшли морські міни, готові для встановлення. Фрегат КРЗ «Хоус» узяв імпровізований мінний загороджувач на буксир та відтягнув його ближче до зони ведення бойових дій, де американські сапери наступного дня підірвали судно й затопили в міжнародних водах.
Надалі американські морські котики на швидкісних катерах за підтримки вертольотів відбивали спроби іранських вояків атакувати нафтові вишки та неодноразово вступали з ними в бій. По результатах боїв на озброєння американських сил військово-морських операцій були прийняті катери Mark V SOC.
15 жовтня 1987 кувейтський танкер під американським прапором «Сі Айсл Сіті» був уражений іранською протикорабельною ракетою китайського виробництва HY-2, коли перебував на якірній стоянці поблизу нафтового термінала столиці Кувейту. 17 чоловік на борту, зокрема капітан, американський громадянин, отримали поранення. У відповідь, американські збройні сили розпочали операцію «Німбл Арчер» і чотири есмінці розстріляли дві нафтові платформи у Перській затоці у нафтовому полі «Рашадат». Після обстрілу американський есмінець «Сач» висадив підрозділ морських котиків та підривників, що підняли у повітря іранську нафтову вишку.
14 квітня 1988 американський фрегат «Семуель Робертс» підірвався на іранській морській міні в 65 милях на схід від Бахрейну. Внаслідок вибуху корабель отримав значні пошкодження, екіпаж протягом 5-ти годин бився за живучість фрегату й ледве врятував його. 10 матросів отримали поранення. У відповідь, американці влаштували операцію відплати й атакували два іранські фрегати «Сабалан» та «Саханд», а також нафтові платформи на нафтових полях Сіррі й Сассан.

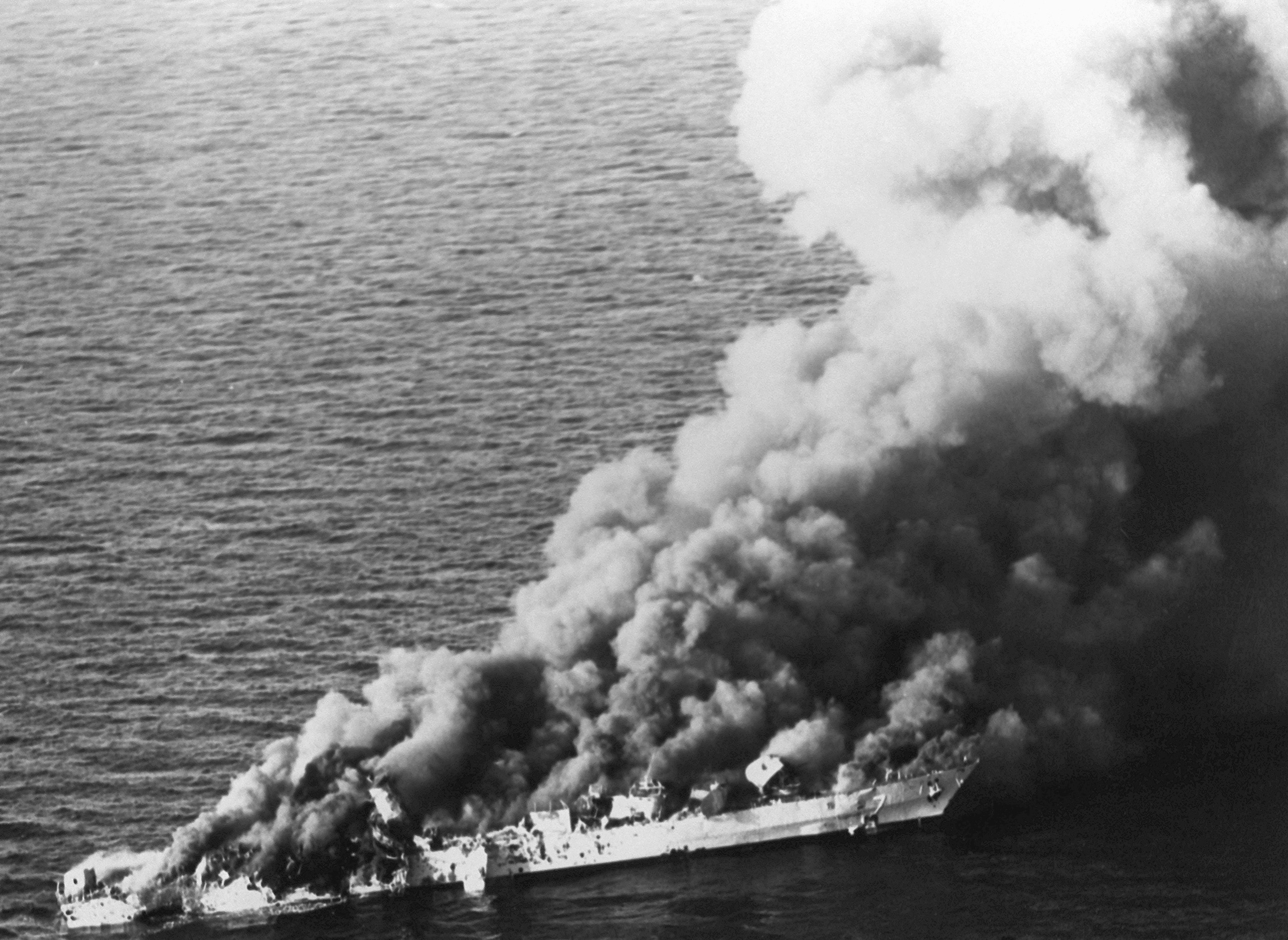
Палаючий іранський фрегат «Саханд» внаслідок проведення операції «Прейінг Мантіс». 19 квітня 1988

Після проведення цієї операції іранська активність на міжнародних торговельних морських шляхах різко скоротилася. 3 липня 1988 року американський крейсер КРЗ «Вінсеннес» ракетою SM-2MR збив над Ормузькою протокою іранський пасажирський літак Airbus A300 рейсу 655 «Iran Air», прийнявши його за атакуючий іранський винищувач F-14. У результаті інциденту загинуло 290 пасажирів та членів екіпажу, зокрема 66 дітей.
Ця подія остаточно вплинула на іранське керівництво піти на припинення вогню з 18 липня, а з 20 серпня 1988 остаточно припинити військовий конфлікт з Іраком. 26 вересня 1988 американський корабель «Вандегріфт» провів останній танкер до Кувейту. Увесь особовий склад американських збройних сил повернувся до пунктів постійної дислокації.